# Pyrausta flavidecoralis
Pyrausta flavidecoralis là một loài bướm đêm trong họ Crambidae.